# 田淵 (市原市)
田淵（たぶち）は千葉県市原市の加茂地区にある大字。郵便番号は290-0546。

## 概要
市原市南部にある。約13万年前からの地質年代がチバニアンと命名される要因となった、千葉セクションが存在している。

## 地理
大字内の養老川沿いには、77万年前に地磁気逆転があった証拠を示す地層、千葉セクションが所在する。この千葉セクションは2017年11月に国際標準模式地 (GSSP) に内定し、77万年前から12万6000年前にかけての地質時代（中期更新世）が、2020年1月17日、国際地質科学連合により「チバニアン」と命名された。
北は田淵旧日竹及び徳氏、東は月出、南は国本と大久保、西は月崎と接する。

## 世帯数・人口
2022年（令和4年）4月1日現在の世帯数と人口は以下の通りである。
| 町丁字 | 世帯数  | 人口  |
| ------ | ------- | ----- |
| 田淵   | 113世帯 | 245人 |

## 通学区域
市立小学校・市立中学校と県立高等学校の通学区域は以下の通りである。
| 町丁字 | 範囲 | 小学校             | 中学校             | 高等学校 |
| ------ | ---- | ------------------ | ------------------ | -------- |
| 田淵   | 全域 | 市原市立加茂小学校 | 市原市立加茂中学校 | 第9学区  |

## 交通

### 道路
- 千葉県道81号市原天津小湊線
- 千葉県道172号大多喜里見線